# 韋斯特伍德 (麻薩諸塞州)
韋斯特伍德（英語：Westwood）是一個位於美國麻薩諸塞州諾福克縣的鎮。

## 人口
根據2020年美國人口普查的數據，韋斯特伍德的面積為28.80平方千米，當中陸地面積為28.40平方千米，而水域面積為0.40平方千米。當地共有人口16266人，而人口密度為每平方千米565人。